# Granulomatose met polyangiitis
Granulomatose met polyangiitis (GPA), ook bekend als de ziekte van Wegener of granulomatose van Wegener, is een vorm van systeemvasculitis, een auto-immuunziekte. 
GPA wordt gekenmerkt door ontstekingen van de wanden van de kleine bloedvaten. Deze ontstekingen kunnen zich in meerdere organen manifesteren. De bloedvatontstekingen leiden tot versterf (necrose) van weefsels in organen. Tevens treden vrij karakteristieke ophopingen van ontstekingscellen (granulomen) op, met name in de neus en de longen, maar ook de nieren worden vaak aangetast, evenals de huid, ogen, gewrichten, centraal en perifeer zenuwstelsel en maag- en darmkanaal.
De ziekte kan in elk van de genoemde organen beginnen, zonder dat andere organen meedoen. Daardoor wordt de ziekte vooral in het begin niet herkend.

## Symptomen
GPA begint vaak met algemene symptomen zoals langdurige verkoudheid, koorts, gewichtsverlies, vermoeidheid, verspringende gewrichtsklachten en algehele malaise. De meeste patiënten hebben problemen met de bovenste luchtwegen, zoals hardnekkige sinusitis (ontsteking van de bijholte), neusverstopping en neusbloedingen. De gebruikelijke behandeling helpt niet en de klachten blijven. Meestal is het een combinatie van symptomen die in een vroeg stadium de arts het vermoeden kan geven dat er sprake is van de ziekte van Wegener.

## Diagnose
Het kan erg moeilijk zijn om de diagnose te stellen bij GPA en daaraan verwante aandoeningen. Allereerst zal men kijken naar de symptomen, maar deze zijn niet zo makkelijk te herkennen. De symptomen variëren van patiënt tot patiënt en bovendien gaat het om een vrij zeldzaam voorkomende ziekte. Toch is het herkennen van de symptomen erg belangrijk, omdat op grond daarvan de arts moet besluiten tot de volgende stappen in de diagnose:
- De ANCA-test
- Onderzoek van stukjes weefsel (biopten) die worden verkregen door een biopsie

De ANCA-test is overigens alleen bedoeld om de diagnose aannemelijk te maken. Om definitief vast te stellen om welke ziekte het gaat, is meestal een biopsie nodig. Soms worden ook nog foto's van de bloedvaten gemaakt (angiogram).

## Behandeling
Als de diagnose wordt gesteld, of als er een hoge verdenking is op GPA en de ernst dusdanig is dat er niet gewacht kan worden op de definitieve diagnose, kan er een behandeling gestart worden. Afhankelijk van de ernst van de ziekte wordt er gekeken naar welke behandeling het passendst is. Het doel van de behandeling is de auto-immuunreactie van het lichaam te remmen, wat gebeurt met immunosuppressiva.

### Inductiebehandeling

#### Plasmaferese
Bij ernstige klachten en symptomen kan het noodzakelijk zijn om plasmaferese uit te voeren. Hierbij wordt het eigen lichaamsplasma, gewisseld met donorplasma. Dit voorkomt verdere schade, omdat het plasma met de schadelijke antistoffen uit het lichaam worden verwijderd en het donorplasma geen schadelijke antistoffen bevat. Dit is een kostbare en ingrijpende procedure maar kan schade voorkomen.

#### Prednisolon
Bij ernstige ziekte, zoals snelle achteruitgang van de nierfunctie of longbloedingen, wordt er gestart met hoge dosering prednisolon (methylprednisolon). Na de start met hoge dosering prednisolon intraveneus wordt er overgegaan naar prednisolon in tabletvorm. Dit wordt langzaam afgebouwd naar een lagere dosering. 

#### Cyclofosfamide
Dit kan worden gegeven samen met de prednisolon aan het begin van de behandeling. Deze behandeling kan enkele maanden gegeven worden en zal worden gestopt wanneer de ziekte onder controle is. Ook bij een opvlamming van de ziekte kan dit middel wederom gegeven worden. Wel moet dit goed overwogen worden, soms wordt er gekozen om bij een opvlamming te kiezen voor rituximab.

#### Rituximab
Dit kan worden gegeven samen met de prednisolon aan het begin van de behandeling. Deze behandeling kan enkele maanden gegeven worden en zal worden gestopt wanneer de ziekte onder controle is. 

### Onderhoudsbehandeling
Als onderhoudsbehandeling kunnen verschillende middelen gegeven worden. Voorbeelden zijn een lage dosering prednisolon, azathioprine, mycofenolaat mofetil en methotrexaat.

### Bijwerkingen
De verschillende middelen hebben ook bijwerkingen. Een vaak voorkomende bijwerking bij immuunsuppressiva is de verhoogde kans op infecties. Voor het starten van de medicatie wordt er daarom uitgesloten of er sprake is van hepatitis A, hepatitis C of tuberculose. 
Daarbij zorgt langdurige behandeling met prednisolon vaak voor botontkalking en is er verhoogde kans op een zeldzame, maar gevaarlijke infectie op pneumocystis jiroveci. Hiervoor wordt vaak preventieve medicatie gestart.

## Perspectief
GPA kan niet worden genezen, maar is vaak wel te onderdrukken. Een deel van de patiënten wordt op kortere of langere termijn geconfronteerd met één of meerdere opvlammingen.
Afhankelijk van welke organen zijn aangetast en de mate waarin dat het geval is, houdt de patiënt, wanneer de ziekte tot rust is gekomen, in meerdere of mindere mate klachten. Wanneer de ziekte tot rust is gekomen noemt men dat een remissie. Een veelvoorkomend probleem voor GPA-patiënten is de blijvende vermoeidheid. De ernst daarvan wisselt per patiënt. Vaak zal een patiënt zijn leven in moeten richten naar de beperkingen die de meesten toch in meerdere of mindere mate blijven ondervinden.

## Naam
De ziekte werd oorspronkelijk vernoemd naar de Duitse patholoog Friedrich Wegener (1907 – 1990), die deze ziekte in 1936 voor het eerst beschreven heeft. Nadat in 2000 bekend is geworden dat Wegener in die jaren lid was van de NSDAP en de SA, is in 2010 besloten om deze naar hem genoemde ziekte aan te duiden met GPA. De oude naam wordt niettemin nog steeds gebruikt.